# مات هينسلي
مات هينسلي (بالإنجليزية: Matt Hensley)‏ هو لاعب كرة قاعدة أمريكي، ولد في 18 أغسطس 1978 في سان دييغو في الولايات المتحدة.

## وصلات خارجية
- مات هينسلي على موقعبيزبول رفرنس.كوم (الدوري الرئيسي) (الإنجليزية)
- مات هينسلي على موقعبيزبول رفرنس.كوم (الدوري الثانوي) (الإنجليزية)